# Draba bellardii
Draba bellardii är en korsblommig växtart som beskrevs av Sidney Fay Blake. Draba bellardii ingår i släktet drabor, och familjen korsblommiga växter. Inga underarter finns listade i Catalogue of Life.